# Neuilly-Auteuil-Passy

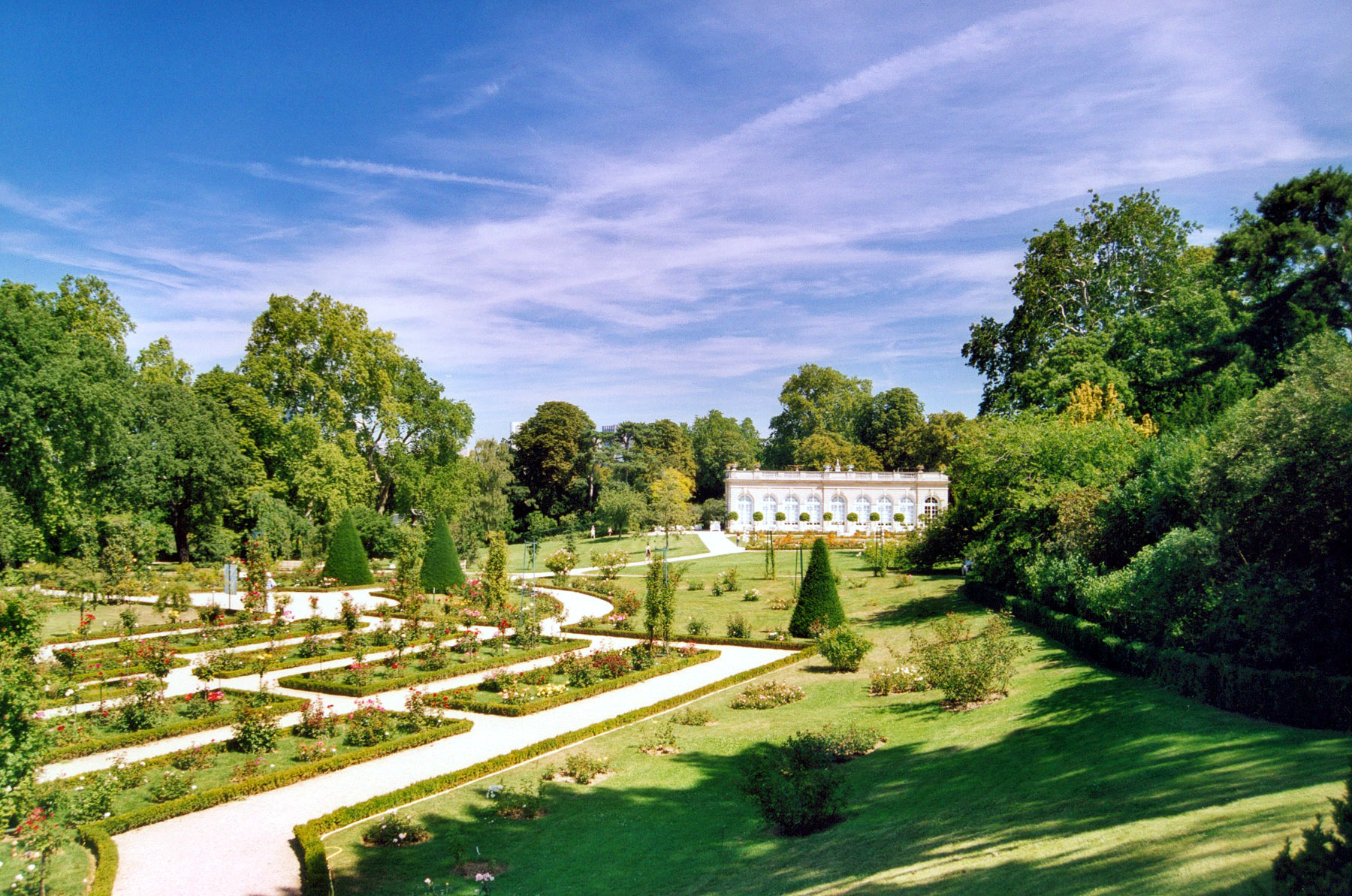
Der Parc de Bagatelle zwischen Auteuil und Neuilly-sur-Seine

Neuilly-Auteuil-Passy (NAP) beschreibt ein Wohnviertel im Westen der französischen Hauptstadt Paris, welches an den Bois de Boulogne grenzt. Es umfasst die Viertel Auteuil und Passy im 16. Arrondissement in Paris und den Nobelvorort Neuilly-sur-Seine in Richtung Westen. Es handelt sich dabei um eines der wohlhabendsten und teuersten Residenzviertel von ganz Frankreich.

## Beschreibung
Die ehemals selbstständigen Gemeinden Auteuil und Passy im heutigen 16. Arrondissement im äußersten Westen der Stadt bildeten mit dem noch immer autonomen Neuilly-sur-Seine bereits zur Herrschaft Louis XV. die Möglichkeit, im Grünen großzügige Residenzen fernab des Stadtzentrums, und doch in Reichweite der politischen Einflusszentren, zu bauen. Ab dem 19. Jahrhundert entwickelte sich das gesamte Gebiet schließlich zum bevorzugten Wohnort einer neuen, arrivierten Bürgerschicht, die wiederum nach Distanz zum umtriebigen Stadtleben, aber immer noch im urbanen Raum nach repräsentativen Residenzen und Stadtpalais suchte.
Obwohl die Viertel Auteuil und Passy im Jahr 1860 nach der Vergrößerung von Paris Teil des neuen 16. Arrondissements und demnach der Hauptstadt wurden, und die Gemeinde Neuilly-sur-Seine bis heute selbständig geblieben ist, bildet das Gebiet noch immer ein einheitliches, großes Wohnviertel mit den teils teuersten Grundstückspreisen des ganzen Landes.

## Sonstiges
Im Quartier Auteuil waren einst Victor Hugo, Molière oder Marcel Proust sesshaft. Während Neuilly-sur-Seine seinerseits mit Chateaubriand, Albert Cohen, Mary Wollstonecraft oder Wassily Kandisky verbunden ist. Zudem befand sich in der Vorortsgemeinde auch das ehemalige Schloss von König Louis-Philippe I., welches im zeitgenössischen Sprachgebrauch jedoch als Château de Neuilly umschrieben wird und an dessen Stelle sich heute ein Kloster befindet.
Im Jahr 1991 erschien in Frankreich das satirische Rap-Stück „Auteuil-Neuilly-Passy (Rap BCBG)“ der Band Les Inconnus, das sich kritisch mit der Bewohnerschaft des Wohnviertels und deren Lebensweise auseinandersetzte. In Frankreich erreichte das Stück auf Anhieb den ersten Platz der Singlecharts über mehrere Wochen hinweg und wurde zu einem großen Erfolg in der Geschichte der neueren Popmusik des Landes.

## Bildergalerie

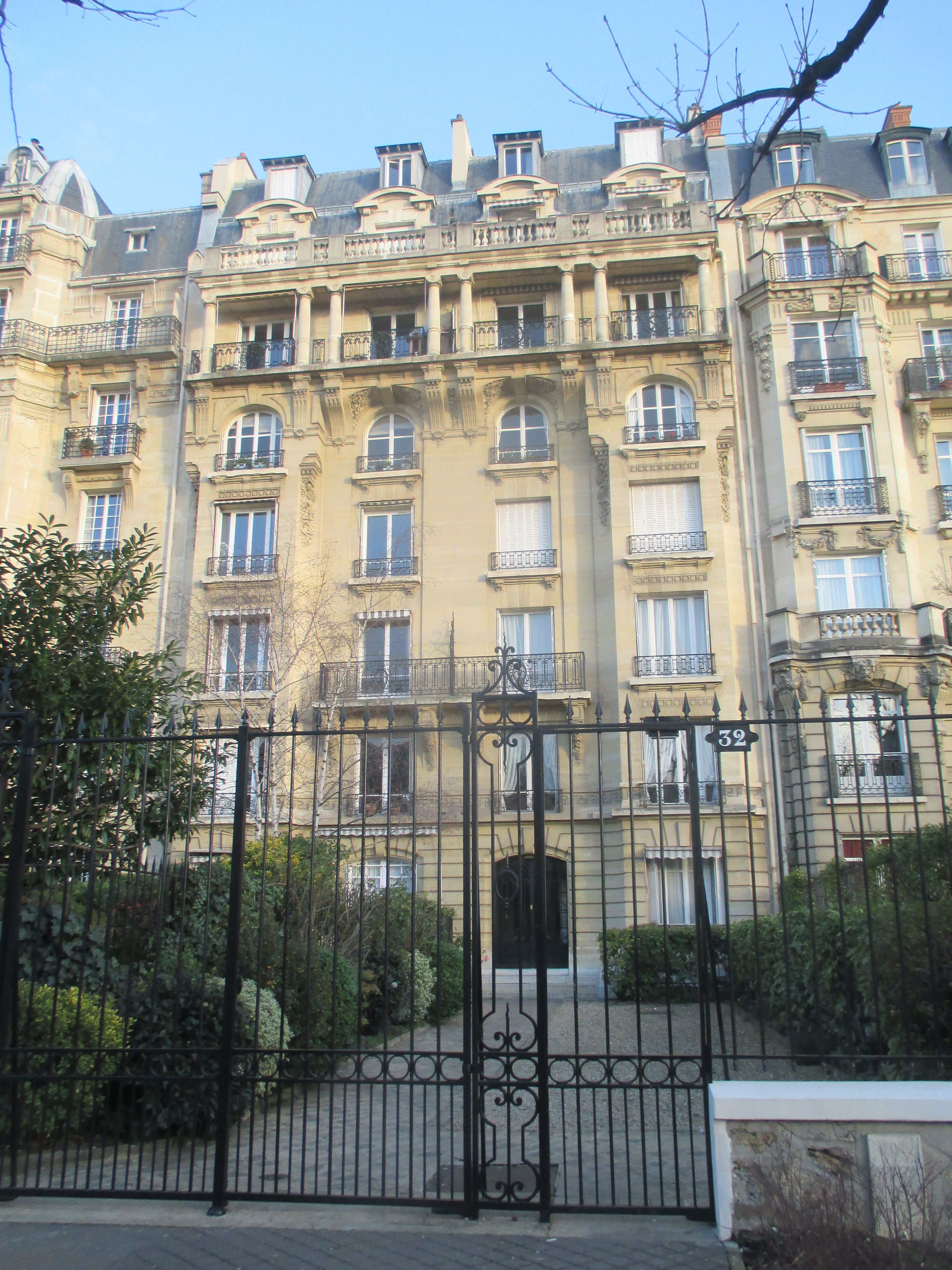
Boulevard d'Inkermann, Neuilly-sur-Seine
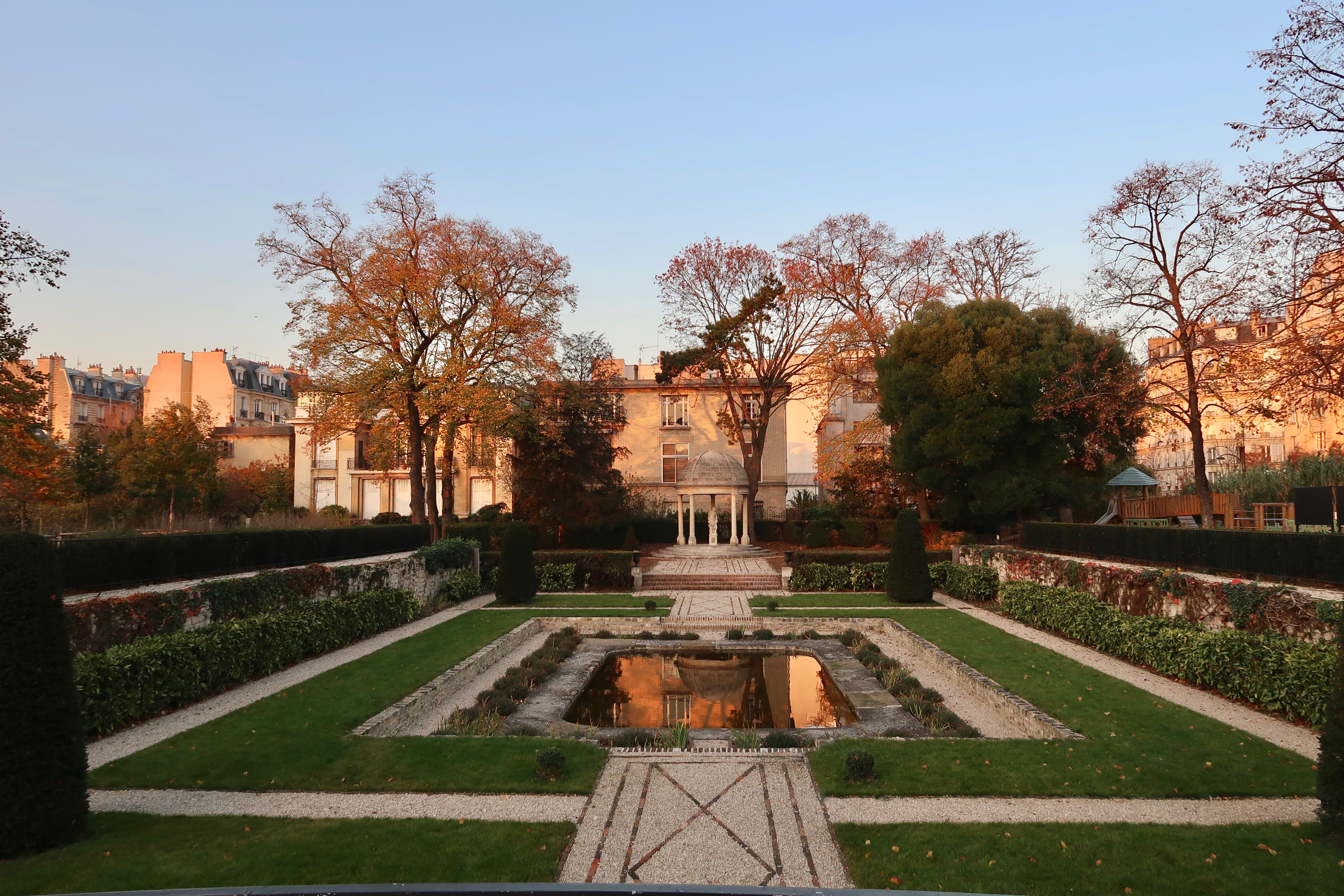
Parc de la Folie Saint James, Neuilly-sur-Seine
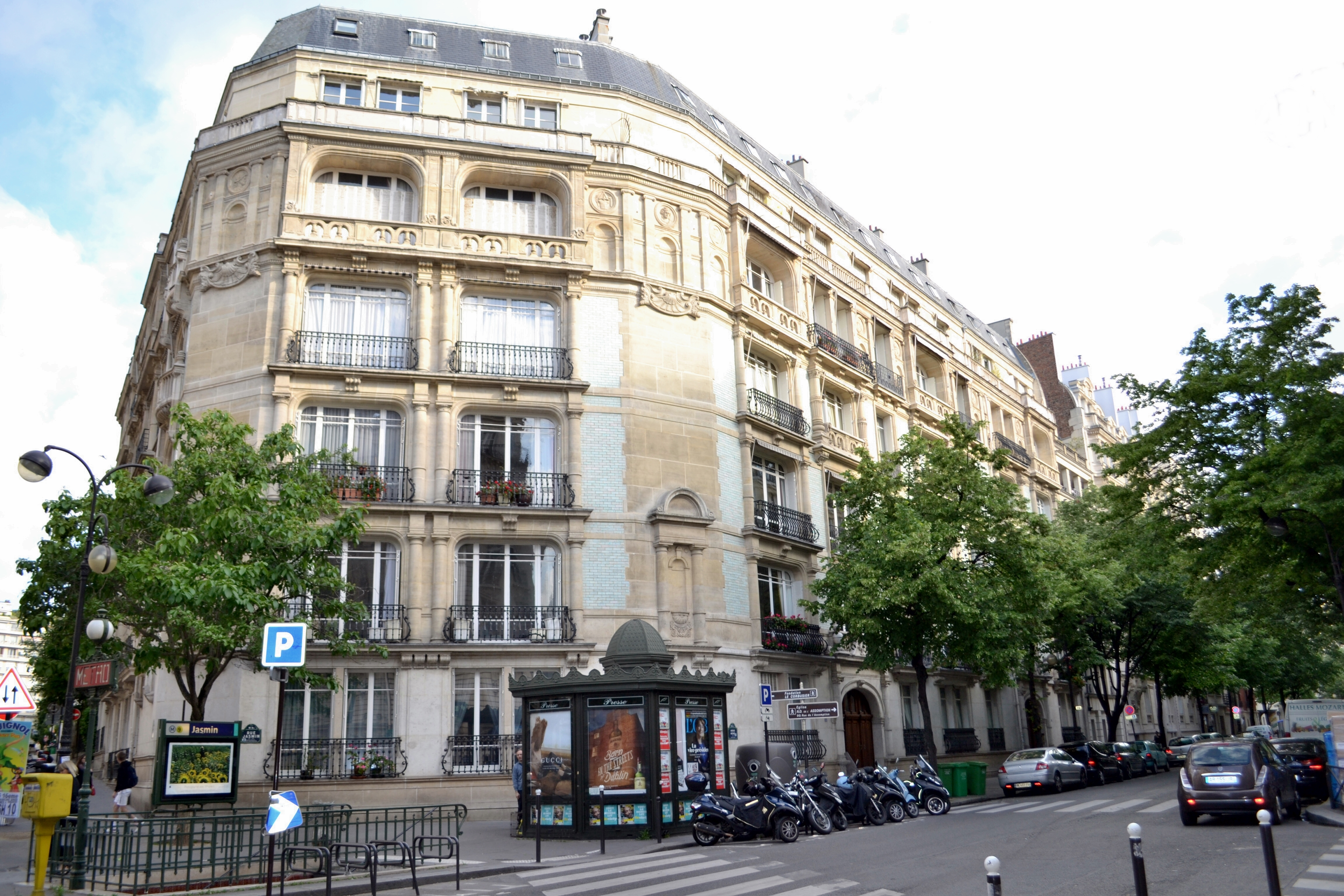
Avenue Mozart, Auteuil
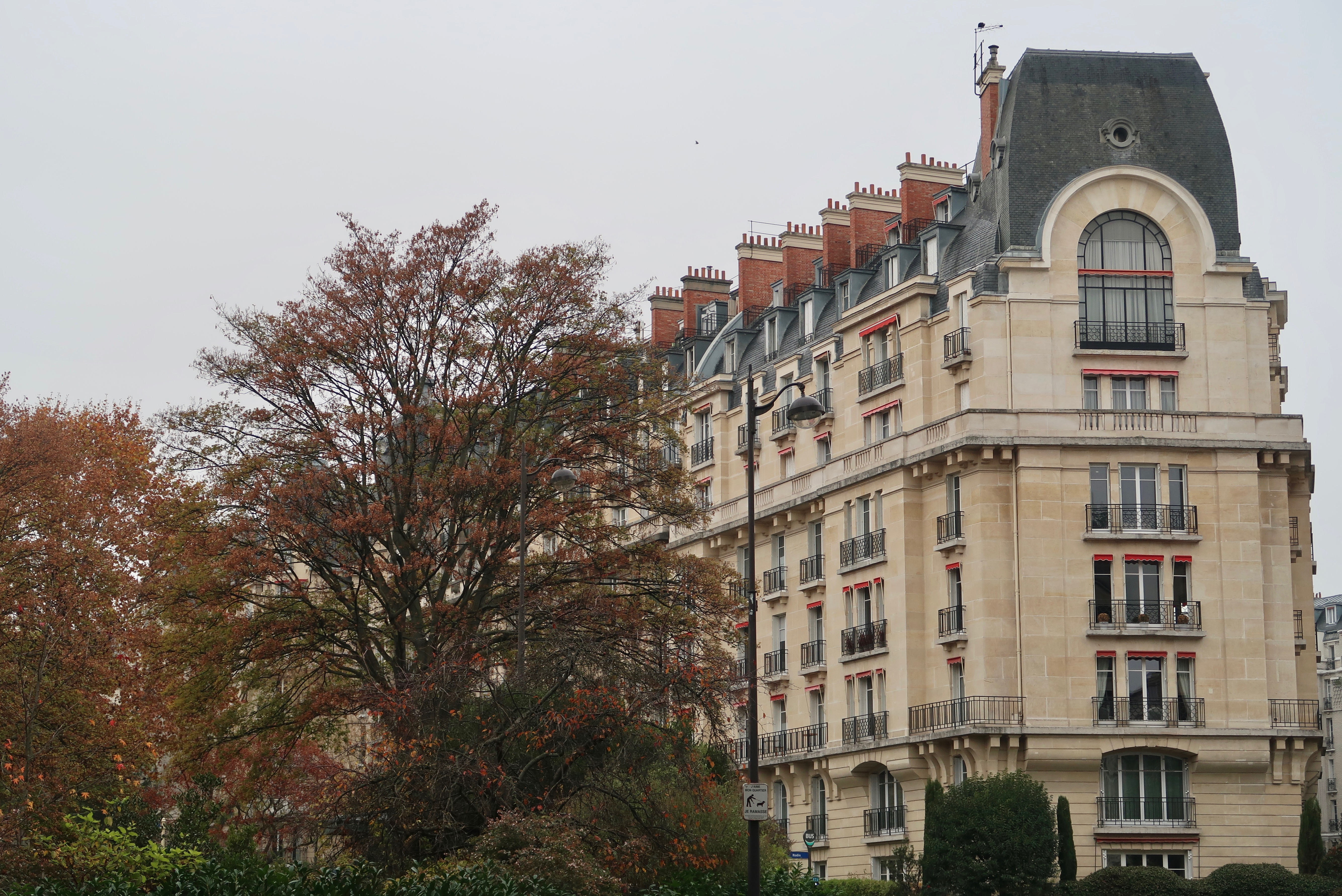
Avenue Théodore Rousseau, Auteuil
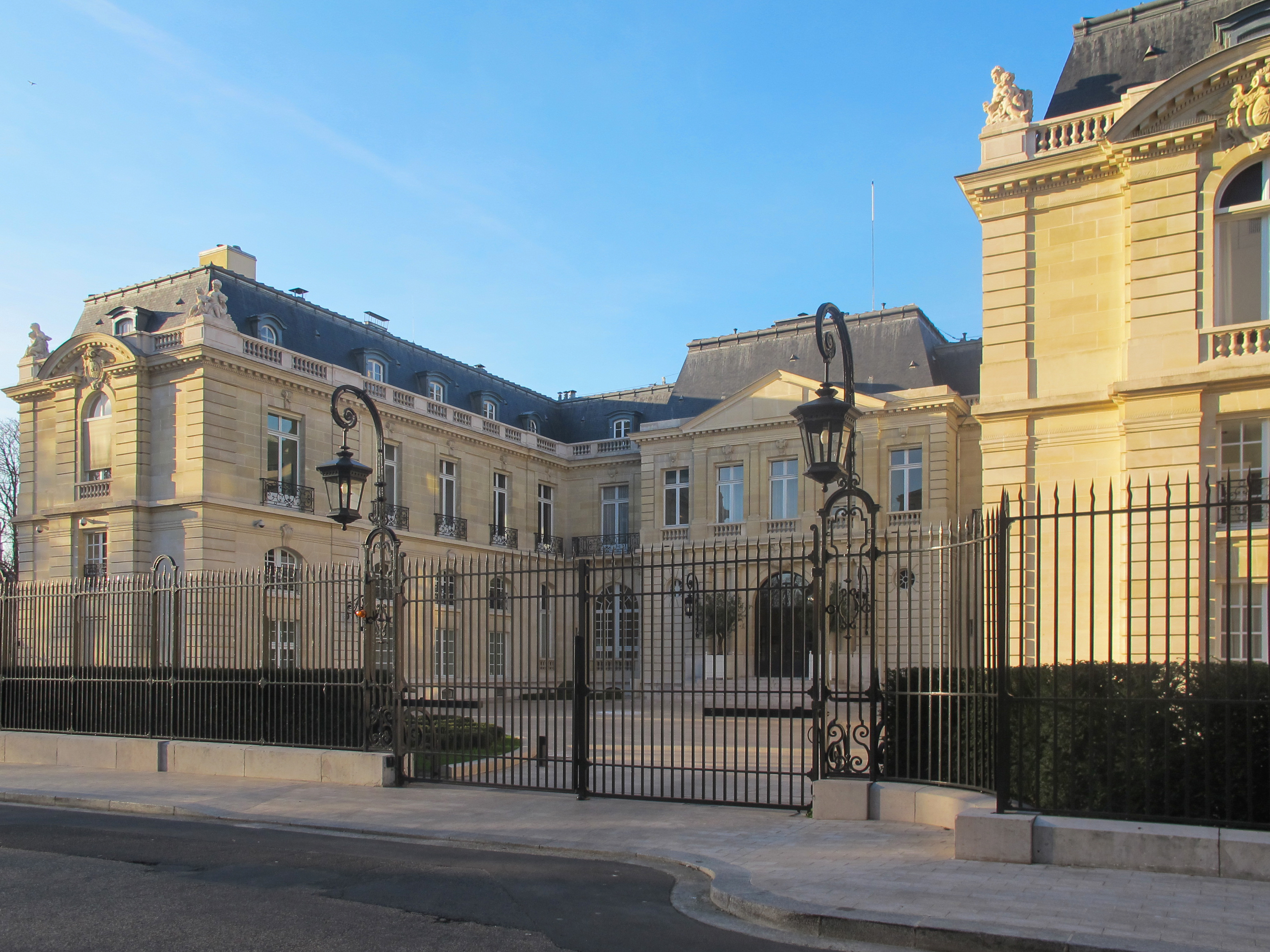
Schloss La Muette, Passy
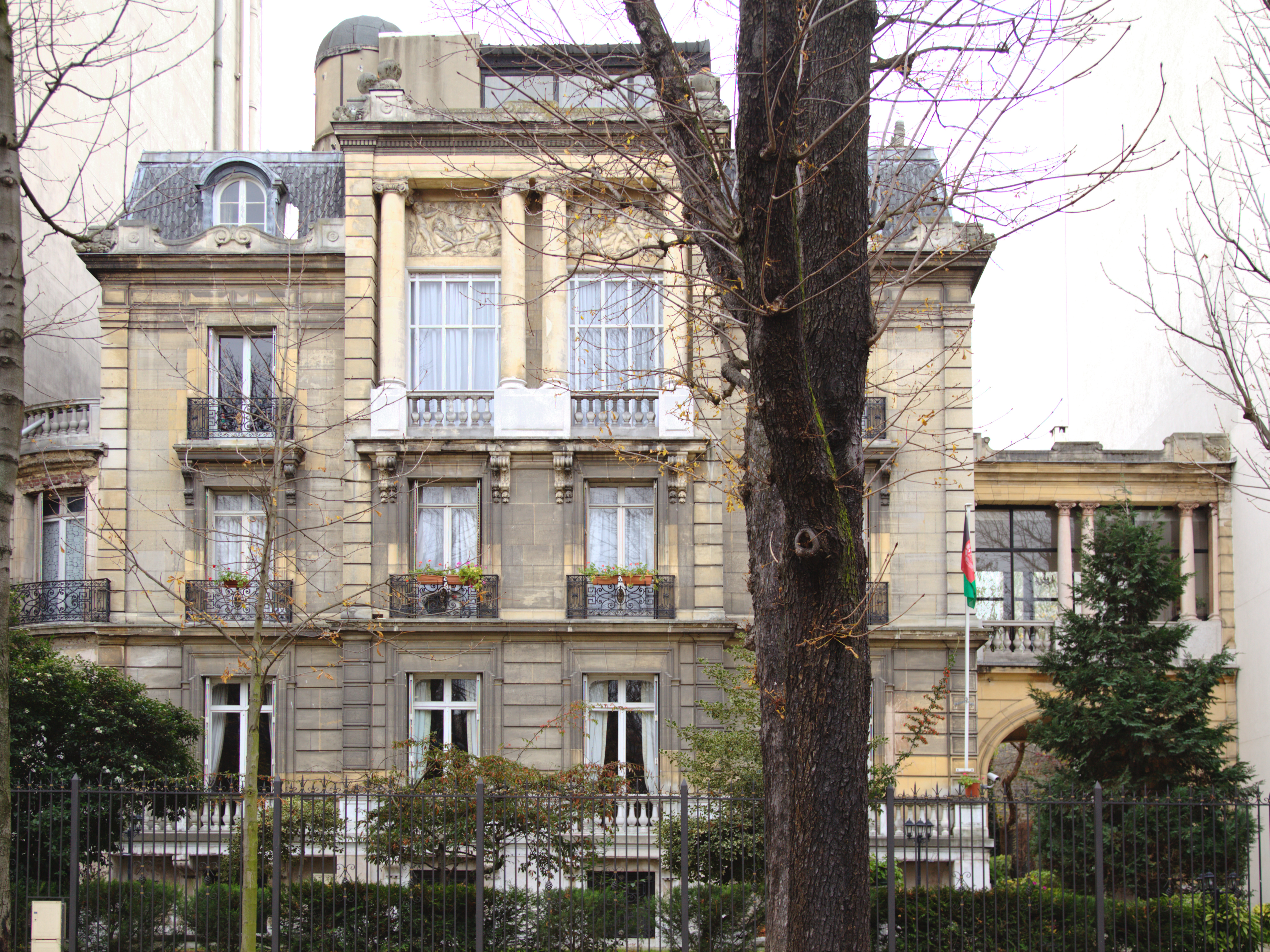
Afghanische Botschaft in der Avenue Raphaël, Passy